# Anna Rudolf

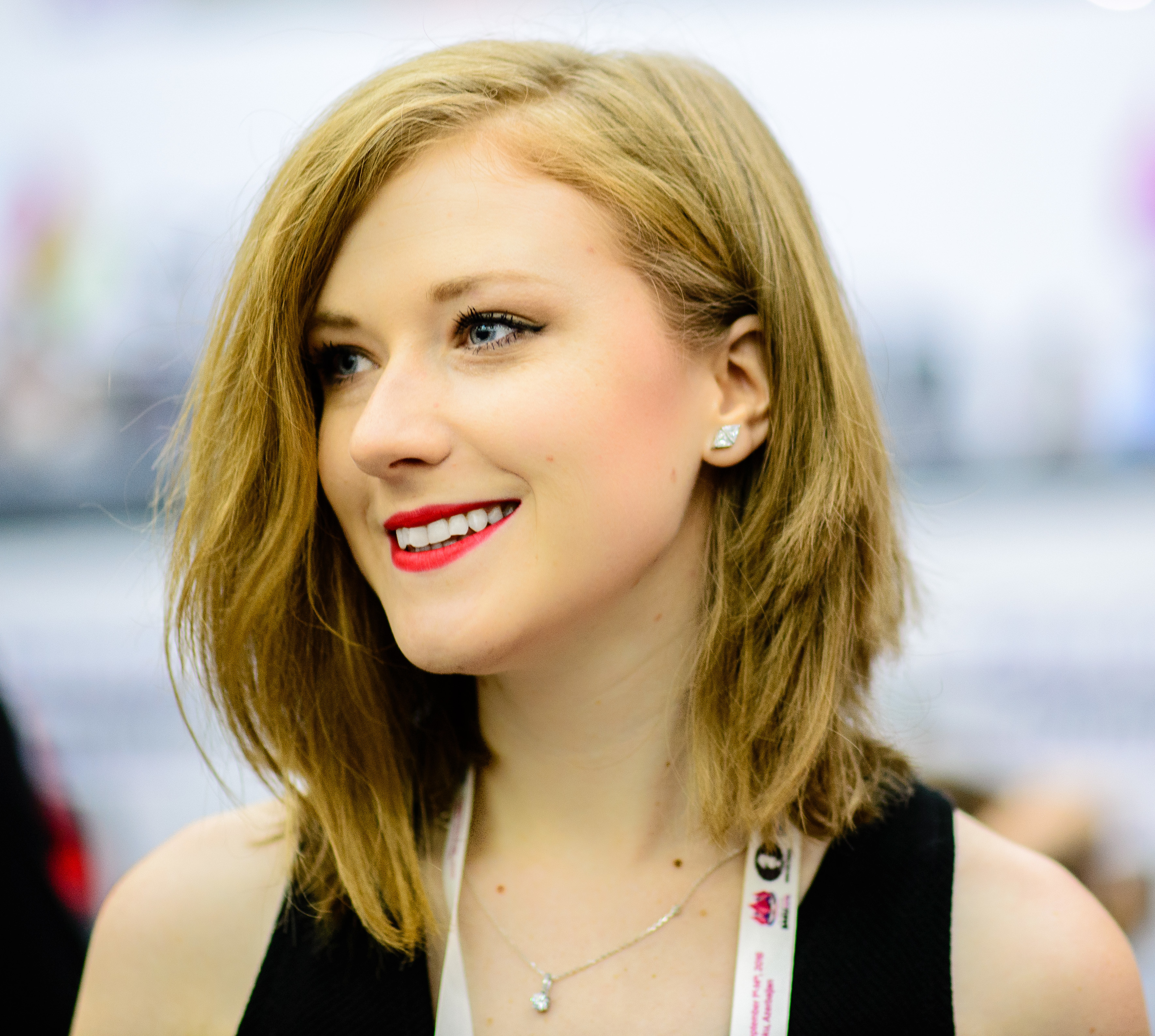
Anna Rudolf in 2016

Anna Rudolf (Miskolc, 12 november 1987) is een Hongaarse schaakster met FIDE-rating 2260 in 2016. Ze is sinds 2015 internationaal meester (IM) en, sinds 2008, grootmeester bij de vrouwen (WGM). In 2008, 2010 en 2011 was ze kampioen van Hongarije bij de vrouwen.
In 2008 werd ze grootmeester bij de vrouwen (WGM), de hiervoor benodigde normen behaalde ze in april 2007 bij het EK voor vrouwen in Dresden en in december 2007 bij het open toernooi in Vandœuvre-lès-Nancy. De WGM-norm uit Vandœuvre-lès-Nancy was tevens geldig als norm voor de IM-titel; verdere IM-Normen behaalde ze in 2010 bij het toernooi  Szentgotthárd in Szentgotthárd en in juli 2014 bij het schaakfestival in Biel/Bienne; aldus verkreeg ze in 2015 de IM-titel. 
Haar hoogste Elo-rating, 2393, bereikte ze in juli 2010. 

## Controverse

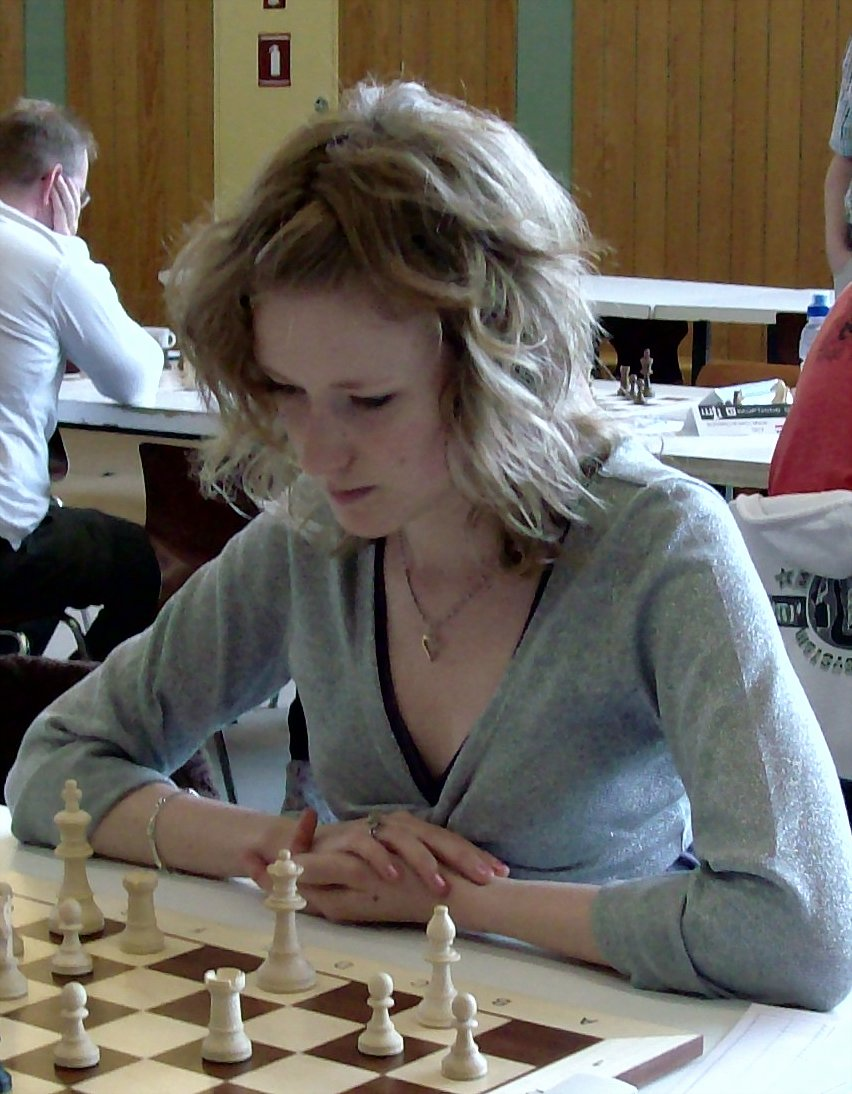
Anna Rudolf in 2008

## Nationale teams
Anna Rudolf nam met het Hongaarse nationale vrouwenteam deel aan de Schaakolympiades van 2008, 2010 en 2012. Bij de Europese schaakkampioenschappen voor landenteams bij de vrouwen speelde ze in  2009, 2011, 2013 en 2015 in het Hongaarse team.

## Schaakverenigingen
In de hoogste klasse van de Hongaarse bondscompetitie speelde Anna Rudolf van 2007 tot 2012 voor Községi Sportegyesület Decs, in de Duitse bondscompetitie voor vrouwenteams speelt ze sinds 2009 voor de Rodewischer Schachmiezen. In de Britse Four Nations Chess League speelde ze van 2005 tot 2008 voor de Slough Sharks, in Frankrijk speelt Rudolf bij de  Club de Vandœuvre-Echecs, waarmee ze in 2012 de Franse verenigingscompetitie voor vrouwen won en in 2009 deelnam aan de  European Club Cup voor vrouwen.  In de  Luxemburgse  bondscompetitie speelde ze in seizoen 2008/09 in het tweede team van  Le Cavalier Differdange. In de Spaanse  competitie speelde Anna Rudolf in 2013 voor Ajedrez con Cabeza - VTI Atocha en in 2016 voor de Club Ajedrez Jaime Casas.

## Externe koppelingen
- (en)   Informatie over schaakpartijen van Anna Rudolf op ChessGames.com
- (en)   Informatie over schaakpartijen van Anna Rudolf op 365chess.com
- (en)  FIDE-ratinggegevens voor Anna Rudolf